# Ángel Albino Corzo 1ra. Sección
Ángel Albino Corzo 1ra. Sección är en ort i Mexiko.   Den ligger i kommunen Palenque och delstaten Chiapas, i den sydöstra delen av landet, 800 km öster om huvudstaden Mexico City. Ángel Albino Corzo 1ra. Sección ligger 132 meter över havet och antalet invånare är 265.
Terrängen runt Ángel Albino Corzo 1ra. Sección är kuperad åt nordost, men åt sydväst är den platt. Ángel Albino Corzo 1ra. Sección ligger nere i en dal. Runt Ángel Albino Corzo 1ra. Sección är det ganska glesbefolkat, med 34 invånare per kvadratkilometer. Närmaste större samhälle är Cristóbal Colón, 10,8 km söder om Ángel Albino Corzo 1ra. Sección. Omgivningarna runt Ángel Albino Corzo 1ra. Sección är en mosaik av jordbruksmark och naturlig växtlighet.